# Zididada
Zididada er en dansk popgruppe, der blev dannet i 1997 af Jimmy Colding og Danny Linde. Gruppen har opnået popularitet med sange som "Zididada Day", "Walking On Water" og "Happy Fool", ligesom de stillede op med sangen "Prinsesse" til Dansk Melodi Grand Prix 2004 og fik en andenplads.
Deres seneste album Fix Your Heart udkom i foråret 2013. Herefter udkom singlen "Lå Lå Lå" i 2017 - og blev i 2019 efterfulgt af singlerne "Pir i byen" og "Digital Total 'Kærlighed'". I sommeren 2017 blev hittet "Zididada Day" remixet af Cutfather og HYDERATE til P4-programmet "Take Off".

## Historie
Bandet blev dannet af Jimmy Colding og Danny Linde en sen aften i 1997 på det københavnske spillested Mojo. Jimmy havde uden held været rundt med et demobånd for at finde en guitarist. Danny hørte båndet hvorefter de sammen besluttede at danne Zididada.
Ordet Zididada er ikke blevet brugt på noget andet sprog, så Jimmy og Danny har besluttet at Zididada betyder "evig sol".
Ved Danish Music Awards i 2001 modtog Zididada prisen Årets Danske Radiohit for sangne "Zididada Day".
I 2004 stillede Zididada op til det Dansk Melodi Grand Prix med sangen "Prinsesse". Det var den første sang, som gruppen sang på dansk, og den modtog i alt 46 point, hvilket gav gruppen en samlet andenplads efter Tomas Thordarsons "Sig det' løgn".
I 2008 fik gruppen en del omtale i ikke blot Danmark, men også USA da bandet leverede den populære[kilde mangler] titelmelodi "Take it all" til wrestling showet, WWE Judgment Day 2008.
Danny Linde forlod gruppen i 2013 for at satse på hård rock.
I 2021 havde nummeret "Walking on water" solgt guld.
Gruppen har siden deltaget i mange af Danmark Dejligst-koncerterne der bliver arrangeret af Rasmus Nøhr.

## Diskografi
- 1999 – Welcome To Zididada
- 2000 – Have A Zididada Day
- 2002 – Happy Fool
- 2004 – Princess (Greatest Hits)
- 2005 – Music Makers
- 2008 – Take it All
- 2013 – Fix Your Heart